# Seznam bolgarskih skladateljev
Seznam bolgarskih skladateljev.

## A
- Georgi Arnaoudov/Arnaudov?
- Georgi Atanasov
- Nikola Atanasov

## B
- Petar Bojadžiev
- Angel Bukoreštlijev

## C
- Kiril Ivanov Cibulka

## D
- Asen Dimitrov
- Božidar Dimov

## G
- Marin Goleminov
- Mihail Goleminov

## H
- Dimităr Hadži Georgiev (1874-1932)
- Paraškev Hadžiev (1912-1992)
- Dobri Hristov

## I
- Bojan Ikonomov
- Konstantin Iliev
- Georgi Ivanov

## K
- Vasil Kazandžiev
- Krasimir Kjurkčijski
- Aleksandar Krstev
- Petar Krumov
- Filip Kutev

## L
- Henri Lazarof
- Milčo Leviev

## M
- Emanuil Manolov

## N
- Rosalin Nakov
- Petko Naumov
- Lazar Nikolov

## O
- Svetoslav Obretenov

## P
- Dimităr Petkov
- Ljubomir Pipkov
- Panajot Pipkov
- Simeon Pironkov
- Todor Popov

## R
- Cvetan Radoslavov
- Aleksander Rajčev
- Stefan Remenkov

## S
- Ivan Spasov
- Petko Stajnov
- Pavel Stefanov
- Veselin Stojanov

## T
- Emil Tabakov
- Dobrinka Tabakova
- Dragija Tumangelov
- Georgi Tutev

## V
- Pančo Vladigerov

## Z
- Georgi Zlatev - Čerkin